# ハンマブルク城

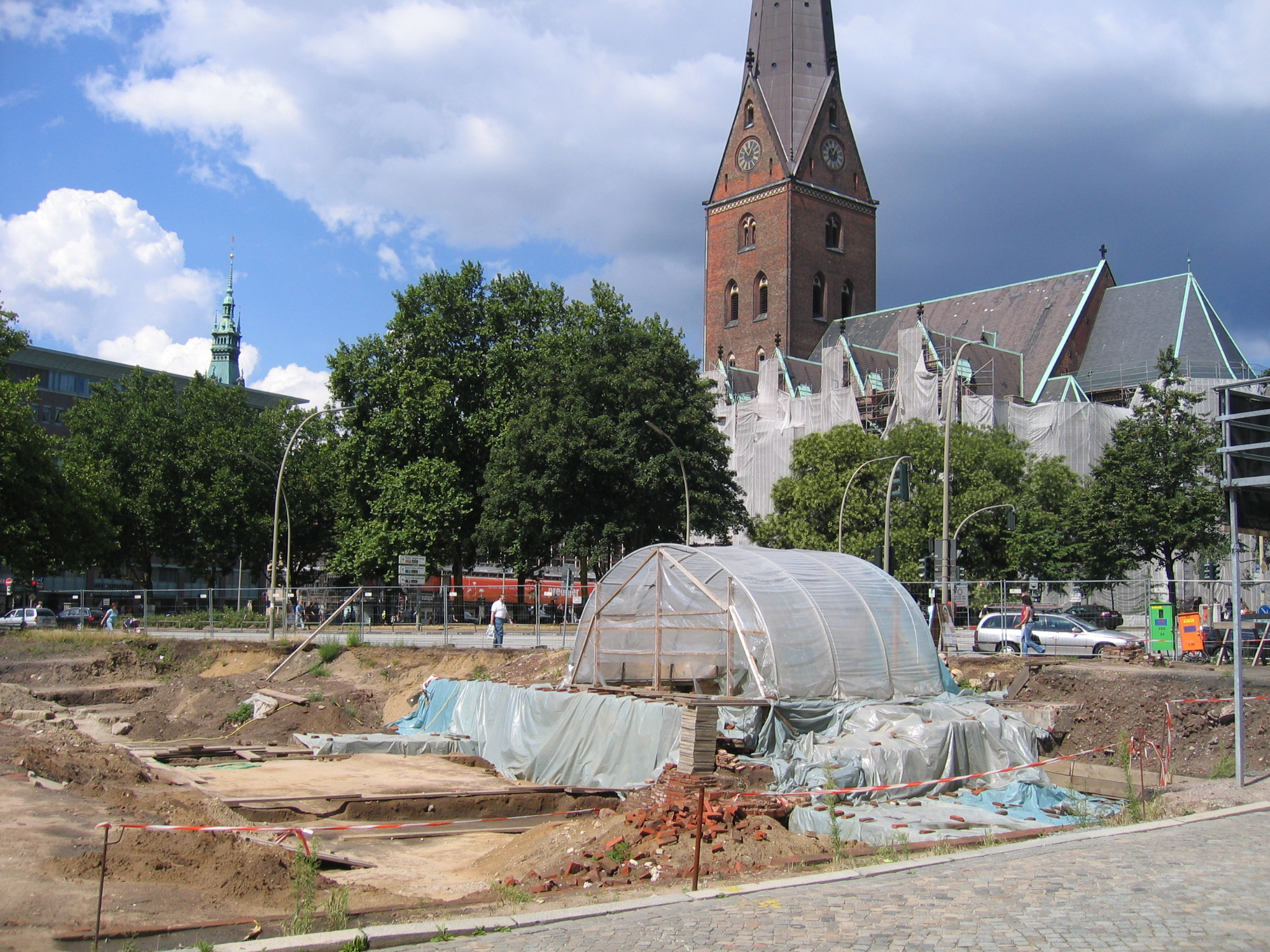
大聖堂広場の考古学的発掘調査の現場（2006年）

ハンマブルク城（ドイツ語: Hammaburg）はカロリング朝時代初期に建設された、ハンブルクの地名の由来となった平城である。伝統的にこの築城は、北東国境地帯におけるカロリング朝の政策の中に位置づけられており、時期は9世紀初期とされてきた。考古学的発掘調査の結果、2014年1月に城の所在地は現在のシュペーアオルト通りに面した大聖堂広場であったことが証明されたと公表された。その他、この城は従来の見解よりも早期、即ち8世紀に築かれたことが判明している。

## 名称の由来
ハンマブルクの名称は「ハンメ」（hamme、氾濫原(Marschland)に突出した、森林に覆われた丘、林や森。ハム区も参照のこと）に由来する。他方、地形の実情に合うことから可能性がより高いと考えられている手掛かりはゲルマン語の「*ham」（隅、川沿いの四角い地形、湾。ハーメルン（Hameln）の由来と同様）、古高ドイツ語の「hamm」（湾曲、枯れた支流、堀の間の土地、膝窩、城の翼部）、古ザクセン語の「hamm(a)」、古フリジア語の「hamme」、中期低地ドイツ語の「hamme」、北フリジア語の「Hamm」や「Haam」、即ち「川の蛇行部に面した土地、岬、曲がった物」といった言葉である。ハンブルクは、つまり「川の蛇行部、岬の上にある城塞」なのである。

## 位置と構造
この城は、現在の聖ペトリ中央教会の南側、アルスター川とビレ川の間にある広大で平らな氾濫原に囲まれた、平坦に展開するゲーストに立っていたと推定されている。城壁は角が丸い四角形を成しており、土で満たした板材で構成され、恐らくさらに古い施設の上に建てられていた。広さは約130×130メートルで、城壁の高さは5メートルから6メートル、幅15メートルあり、およそ10,000本の樹木と20,000立方メートルの土でできていた。木柵で高さを増した土塁の内側には、およそ1ヘクタールある一角に、ハンマブルク司教区に属する質素な木造の洗礼堂（聖マリア教会）とそれに付随する、町に居住していたベネディクト会の修道院並びに複数の家屋が立っており、その最も豪華なものには宮廷人や城の代官（伯）が住んでいた。土塁の前の土地には商人や職人が居を構える町があった。それはアルスター川の支流の一つであり、かつてビレ川からアルスター川へ流れており、1877年に埋め立てられたライヒェンシュトラーセンフレートにあった港と境を接していた。

## 歴史
最新の知見に拠ればハンマブルクは元来、発掘調査で発見された西暦700年から800年頃の現地で作られた、ザクセン風の陶器の器から推測されるように交易の場であったと考えられている。初期のハンマブルクはフランク王国の教会からゲルマン人への布教を依頼された宣教師の一人、司教アンスガーが活動拠点とした聖堂の所在地として知られていた。その後継者、ブレーメン大司教リンベルトが著した『聖アンスガー伝』（Vita Sancti Ansgarii）は長らくハンブルクの初期史のイメージを定めてきたが、どれほど史実に即しているかについては議論がある。
834年5月15日付けの、ルートヴィヒ敬虔帝が発行したとされるハンブルクの「創設証書」は後世の偽作である。845年、ヴァイキングがエルベ川の河口を遡って侵入し、ザクセン人に撃退された。同時代の『サン＝ベルタン年代記』に拠るとヴァイキングはその帰途、あるスラヴ人の城を破壊している。リンベルトの報告によれば、彼らはその間にハンマブルク城を包囲し、攻め立て、跡形もなく破却した。司教アンスガーは間一髪で逃れたとされる。難民は一時、ゾリンクのシュメーセン村に移住したことが陶器の破片から判明している。寄せ手は城を荒廃させた後、退いた。しかしハンマブルクはこの惨事から復興することができず、長きにわたってひっそりと存在するのみとなり、ブレーメン大司教領に統合された。
同地が再び栄えるようになるのは、交易がバルト海から北海へと移り、その名がハンブルクの町の由来となった12世紀になってからのことである。
ヴァイキングたるノルマン人のハンマブルク襲来に関する報告は、ブレーメン大司教リンベルトの筆によって伝わっている。その著書、『聖アンスガー伝』で彼は後に列聖された宣教師にして司教である前任者、アンスガーの人生と業績を物語った。この伝記は古いハンマブルク城に関する唯一の典拠であるが、歴史学的観点から全く信用に足る。リンベルトはアンスガーの没後、間もない時代に生きた人物である。その上、後の聖マリア聖堂と同じ場所に古い木造の聖堂があったことは確かとされる。現在の知見では、木造の城の防壁は後に建築された「異教徒の城壁」の下に延びていた。大聖堂広場と大聖堂通り（Domstraße）に代わって、かつては要塞化された聖堂（Domburg）があった。度重なる埋め立てと建築により、現在の大聖堂広場は少なくとも城跡の4メートル上にある。聖マリア聖堂その他の建物と並んで、同じ場所にはかつて、ヨハネウムも存在していた。

## 発掘調査

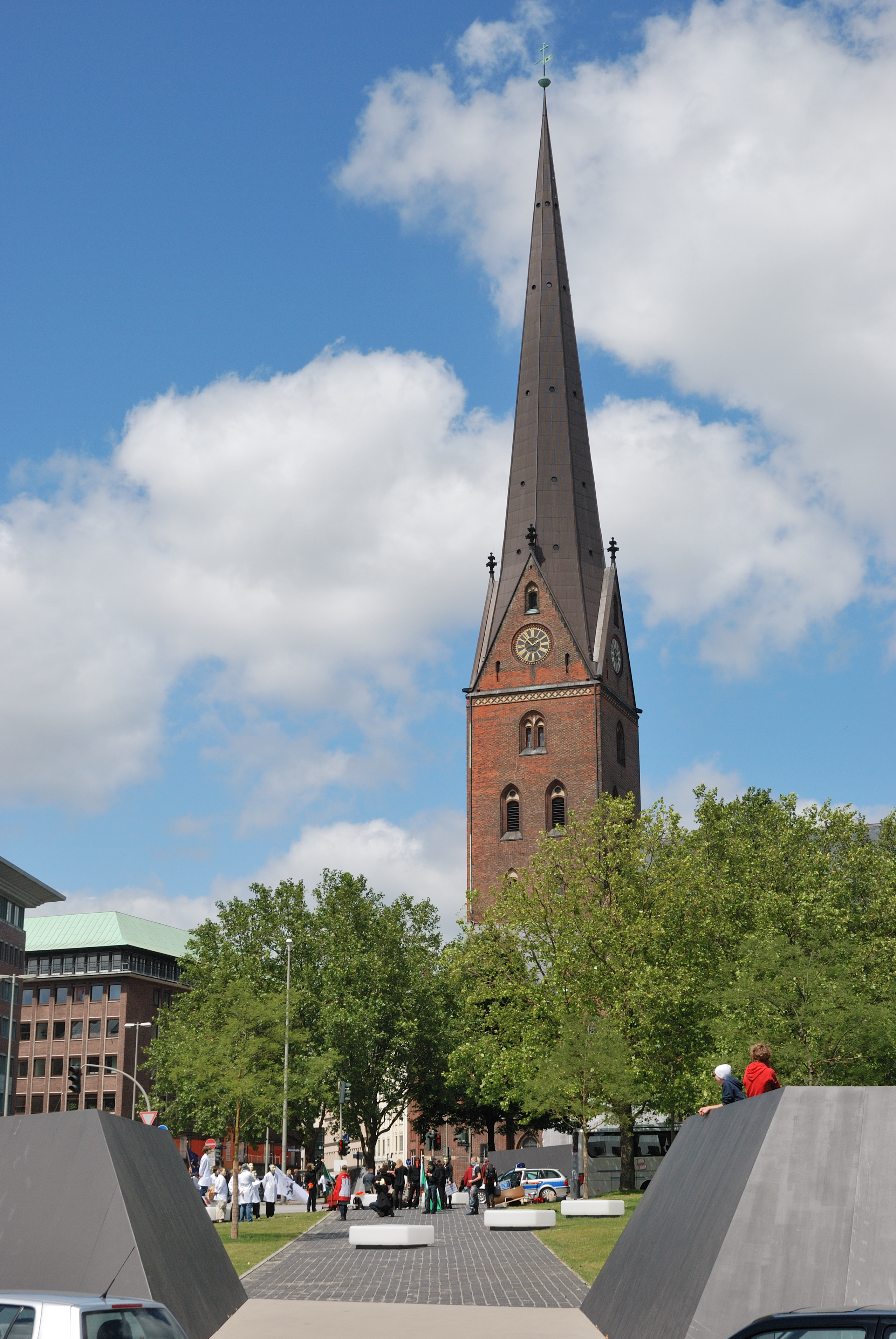
聖ペトリ中央教会に臨む大聖堂広場の光景。2009年には要塞化された聖堂の防壁と支柱を復元した公園が整備された。

ハンマブルク城を発見するべく、長年に及ぶ発掘調査が何度も実施された。第二次世界大戦中の空襲は、敷地にあった建物のほとんどを破壊した。また地下鉄の建設と道路の拡張により、1955年にはまだ残っていたヨハネウムの西翼やアーケードが犠牲となり、再建されることはなかった。
最初期の発掘調査は1947年から1957年にかけて行われている。1948年、ラインハルト・シントラー率いる調査団が大聖堂通りの下に、木柵の存在を示す、土壌の変色を伴う防壁を発見した。シントラーは、ハンマブルクを見つけたと信じた。しかし後代の科学的知見に拠れば、この発掘調査の折に防壁から見つかった陶器は初期スラヴ人時代ではなくて中期スラヴ人時代の物であることが判明している。そこから推測されるのは、この防壁が早くとも9世紀末、即ちハンマブルク落城の50年後に建てられたことである。
グヴェンドリーン・グレーゴアの指導下、1980年から1987年に行われた発掘調査では、かつて発見された防壁の下にもう一つの壁が発見された。しかし、これは8世紀のものであり、『聖アンスガー伝』に拠れば817年頃に創設されたというハンマブルク城であるにしては古すぎた。
この一帯はハンブルク考古学博物館のカーステン・カブリッツ率いる考古学者によって、改めて調査された。ハンブルクの大聖堂広場における作業は2005年7月4日から18か月間の予定で始まった。その際、カブリッツのチームはハンマブルク城の所在地に、遥か以前から人が定住していたことも証明するつもりであった。その最初の証拠は、ある学校の生徒が発掘現場に遠足に行った際に見つけたナイフ形石器である。発掘現場では、ローマ教皇ベネディクトゥス5世の慰霊碑の破片などハンマブルク城の前後の時代の痕跡が見つかっている。
大聖堂広場の発掘調査が終了した後、研究者は現場でハンマブルク城の遺構が発見されたという見解で一致した。2013年12月13日から14日まで、これに関して学術的かつ学際的な討論会が開かれている。発掘品は2014年10月31日から2015年4月26日まで、展示会に出展された。

## 文献
- Ralf Busch（ドイツ語版）, Ralf Wiechmann: Hammaburg. In: Heinrich Beck, Dieter Geuenich, Heiko Steuer (Hrsg.): Reallexikon der Germanischen Altertumskunde（英語版） Bd. 13. de Gruyter, Berlin/New York 1999, ISBN 978-3-11-016315-5, p. 480–483(ドイツ語・有料, de Gryter（英語版）, Germanische Altertumskunde Online)
- Rainer-Maria Weiss（ドイツ語版）, Anne Klammt (Hrsg.): Mythos Hammaburg – Archäologische Entdeckungen zu den Anfängen　Hamburgs(=Veröffentlichungen des Helms-Museums, Archäologisches Museum Hamburg, Stadtmuseum Harburg. Nr. 107). Archäologisches Museum Hamburg, Hamburg 2014, ISBN 978-3-931429-27-0.
- Hamburgs Wiege. Der Domplatz. Freie und Hansestadt Hamburg, Behörde für Stadtentwicklung und Umwelt, Hamburg 2011, DNB1010099671, PDF版 （3.3 MB）
- In Hamburg entstand am Ort des einstigen Doms eine Grünanlage. Eine bitterböse Erinnerung an den verlorenen Parkplatz., Die Zeit. Nr. 30/2009, 16. Juli 2009.